# Tigzmerte
Tigzmerte (franska: Tigzmerte (CR), Tigzmerte (Commune Rurale), arabiska: تكموت) är en kommun i Marocko.   Den ligger i provinsen Tata och regionen Souss-Massa, i den centrala delen av landet, 500 km söder om huvudstaden Rabat. Antalet invånare är 4 110.